# ورنال (میسیسیپی)
ورنال، میسیسیپی (به انگلیسی: Vernal, Mississippi) یک منطقهٔ مسکونی در ایالات متحده آمریکا است که در شهرستان گرین، ایالت میسیسیپی واقع شده‌است.

## خصوصیات
ورنال ۲۵٫۹۱ متر بالاتر از سطح دریا واقع شده‌است.